# Hipsícrates d'Amisos
Hipsícrates d'Amisos (en llatí Hypsicrates, en grec Ὑψικράτης) va ser un historiador grec nadiu d'Amisos al Pont. Les seves obres s'han perdut. Llucià diu que va viure 92 anys i es va destacar pels seus coneixements. És probablement el mateix Hipsícrates mencionat com a escriptor per Estrabó.